# Linnéa Fjällstedt
Linnéa Fjällstedt, folkbokförd Linnea Lovisa Fjellstedt, född 4 september 1926 i Stalon, Vilhelmina församling i Västerbottens län, död 15 juni 2015 i Vilhelmina församling, var en svensk författare.
Fjällstedt var dotter till hemmansägaren Viktor Persson och Katarina, ogift Sjögren. Efter lanthushållsskola 1943 var hon lillpiga och hembiträde 1938–1943, praktikant på gods och läroverk 1943–1948 samt hemmafru, kontorist med mera 1948–1975. Hon debuterade som romanförfattare 1975 och har i övrigt verkat som forskare, föreläsare, träsnidare och konstnär.
Linnéa Fjällstedt var från 1948 till makens död gift med hemmansägaren Bror Fjällstedt (1922–2013), son till fjärdingsmannen Anders Fjällstedt och sjukvårdsbiträdet Karolina, ogift Andreassen.

## Priser och utmärkelser
- 1977 – Landsbygdens författarstipendium
- 1986 – Hedenvind-plaketten